# Laetmogonidae
Laetmogonidae — родина голотурій з ряду Elasipodida.

## Опис
Це голотурії з драглистими тілами, вкритими колесоподібними шкірними кісточками.

## Роди
До родини Laetmogonidae належать такі роди:
- Apodogaster(інші мови) Walsh, 1891 — 1 вид;
- Benthogone(інші мови) Koehler, 1895 — 3 види;
- Gebrukothuria(інші мови) Rogacheva & Cross, 2009 — 1 вид;
- Laetmogone(інші мови) Théel, 1879 — 12 видів;
- †Palaeocaudina(інші мови) Boczarowski, 1997
- Pannychia(інші мови) Théel, 1882 — 2 види;
- Psychronaetes Pawson, 1983 — 1 вид.